# Gymnopsyra magnipunctata
Gymnopsyra magnipunctata är en skalbaggsart som först beskrevs av Knull 1934.  Gymnopsyra magnipunctata ingår i släktet Gymnopsyra och familjen långhorningar. Inga underarter finns listade i Catalogue of Life.